# Men in Black II
Men in Black II è un film del 2002 diretto da Barry Sonnenfeld, sequel del fortunato Men in Black. Mantiene lo stesso cast primario (Will Smith in quello di J, Tommy Lee Jones nel ruolo di K e Rip Torn in quello di Z) e lo stesso regista. Il film è tratto, come il precedente, dal romanzo a fumetti di Lowell Cunningham, sceneggiato però da Robert Gordon.
Subito dopo il suo predecessore Men in Black, è la commedia fantascientifica di maggiore successo commerciale, escluse le commedie di supereroi. Ebbe un seguito, Men in Black 3 (2012).

## Trama
Nel 1978 gli Zarthani, una specie aliena, abbandonarono il loro pianeta per sfuggire a una perfida Kylothiana, Serleena, che voleva impadronirsi di uno dei gioielli più brillanti dell'universo: la Luce di Zartha. Caduta in mani sbagliate, la Luce avrebbe portato all'annientamento del pianeta. Così, gli alieni, giunti sulla Terra, proposero ai Men in Black di custodire la Luce di Zartha, ma i MIB si rifiutarono, presupponendo che il gesto avrebbe portato alla distruzione della Terra. I MIB bloccarono comunque Serleena, appena giunta sul luogo dell'incontro, permettendo agli Zarthani di portare la Luce fuori dalla Terra, al sicuro su un altro pianeta. Dopo essere stata liberata Seerlena promise di distruggere tutti i pianeti che le si opponevano sul cammino per raggiungere la Luce di Zartha. Nel Luglio 2002, Serleena ritorna sulla Terra, e assume la forma umana di una top model. 
Nel frattempo, l'agente J e il suo nuovo partner, l'agente T, si occupano di un caso che coinvolge un gigantesco verme alieno chiamato Jeff, nascosto nella metropolitana di New York. T provoca inavvertitamente Jeff facendolo infuriare, e J si ritrova a dover fermare l'alieno da solo, salvando i passeggeri di un treno. Dopo la missione, J si rende conto che il suo partner non è adatto all'incarico dei MIB, e lo neuralizza. Più tardi, J viene mandato da Z ad indagare sull'omicidio di un alieno, Ben, che gestisce una pizzeria assieme alla cameriera Laura Vasquez. Il colpevole è proprio Serleena, che sta cercando la Luce insieme al suo tirapedi, l'alieno bicefalo Scrad e Charlie. J, sentendosi attratto da Laura, decide di non neuralizzarla.
J scopre che l'unica persona che sappia qualcosa sulla Luce di Zartha è l'agente K, che J aveva neuralizzato sotto sua richiesta per tornare ad avere una vita normale, e che adesso lavora come direttore di un ufficio postale in Massachusetts. Nel film precedente, alla fine, K era ritornato insieme a sua moglie, ma alla fine si sono lasciati, poiché K si sentiva fuori posto e cercava risposte alle sue domande. Inizialmente scettico, K viene convinto da J a tornare al quartier generale MIB quando scopre che tutti gli altri impiegati sono alieni. Proprio mentre K sta per sottoporsi al ripristino della memoria, Serleena attacca la base dei MIB, catturando tutti gli agenti tranne J e K, e liberando alcuni criminali alieni per aiutarla nella sua ricerca. Grazie all'aiuto di Jeebs, che ha installato un de-neuralizzatore illegale nel proprio scantinato, K riacquista la memoria, ma scopre di aver cancellato qualsiasi ricordo inerente alla Luce di Zartha.
J e K affidano Laura ai vermi alieni che bazzicavano nella base MIB, e cercano indizi che K aveva lasciato tempo addietro sul caso della Luce. Dopo aver recuperato una chiave dalla pizzeria di Ben, le loro ricerche li conducono ad un armadietto situato alla Grand Central Station di Manhattan, dove risiede una comunità di alieni in miniatura che custodiscono per conto di K un orologio e la tessera di una videoteca. Arrivati lì, J e K assistono a una vecchia trasmissione fantascientifica che ricrea il caso della Luce di Zartha, facendo scattare il ricordo di K: nel 1978, l'agente aveva ingannato Serleena facendole credere che la Luce fosse partita su un razzo spaziale, quando invece era stata nascosta sulla Terra; Serleena, furiosa, uccise l'ambasciatrice degli Zarthani, la principessa Lauranna, e poi fuggì convinta che la Luce fosse a bordo del razzo. K non ricorda altro, ma sa che se la Luce non verrà riportata su Zartha entro breve, sia la Terra che Zartha verranno distrutti. L'unico possibile indizio che hanno sulla Luce è il braccialetto di Laura, che comincia a brillare.
Serleena cattura Frank, il carlino parlante ed informatore dei MIB, per scoprire dove si nasconda Laura, e manda i suoi scagnozzi a catturarla, in modo da costringere K a salvarla e a catturarlo per farsi rivelare dove si trovi la Luce. J, K e i vermoni recuperano diverse armi e si infiltrano nel quartiere MIB, dove riescono a liberare Laura e gli altri agenti. J, K e Laura vengono inseguiti da Serleena a bordo di una navetta spaziale, e J decide di attirare la Kylothiana nella metropolitana, dove viene divorata da Jeff.
Seguendo il braccialetto, i due agenti portano Laura sul tetto di un palazzo, dove K rivela che Laura è la Luce di Zartha, nonche figlia di Lauranna (e alcuni indizi fanno presumere che K sia suo padre) e deve fare ritorno sul suo pianeta prima che sia troppo tardi, notizia che rattrista J per via dei sentimenti che nutre per la ragazza. Laura possiede dei poteri che non conosce, tra cui quello di fare piovere quando è triste. K spiega che il suo mondo ha bisogno di lei, poiché unica che può salvarlo. Mentre un trasporto sta per portare Laura via dalla Terra, Serleena attacca di nuovo, ma J e K la disintegrano una volta per tutte. Conclusa la faccenda, K attiva un maxi-neuralizzatore nascosto nella Statua della Libertà per cancellare la memoria di tutta la città sull'incidente.
Tornati al quartier generale MIB, J scopre che K ha spostato gli abitanti dell'armadietto della metropolitana all'interno di quello di J, per cercare di tirarlo su di morale e dargli un punto di vista diverso. J suggerisce di mostrare ai piccoli alieni quanto sia vasto il mondo reale, e per tutta risposta K apre un portello che mostra che l'universo umano non è altro che un armadietto all'interno di un'enorme stazione popolata da alieni.

## Produzione

### Camei
Nel film compare la popstar Michael Jackson, che interpreta se stesso nei panni di un apprendista agente: in una scena questi esorta Z a riconsiderare la sua posizione nei MIB, chiedendo di essere promosso sotto il nome di 'Agente M', ma Z rifiuta la richiesta perché il personaggio interpretato da Jackson è un alieno e l'organizzazione accetta solamente terrestri tra i suoi membri. Il fatto che sia un alieno era stato rivelato già alla fine del primo film da J, con conseguente commento dell'agente L sul fatto che non fosse un buon travestimento.

## Accoglienza

### Incassi
Uscito nelle sale il 3 luglio 2002, Men in Black II è stato il numero uno nel suo weekend di apertura, incassando 52.148.751 dollari.
A fronte di un budget di 140 milioni di dollari, il film ha incassato 190.418.803 dollari in Nord America e 251.400.000 dollari nel resto del mondo, per un totale complessivo di 441.818.803 dollari.
È al 2015 la seconda commedia fantascientifica di maggiore successo commerciale (escluse le commedie di supereroi), dopo Men in Black.

### Critica
Su Rotten Tomatoes, il film ha un punteggio di approvazione del 39% basato su 197 recensioni, con una valutazione media di 5,3/10. Il consenso critico del sito recita: "Mancando la freschezza del primo film, Men in Black 2 ricicla elementi dal suo predecessore con risultati contrastanti". Su Metacritic, il film ha un punteggio medio ponderato di 49 su 100, basato sulle recensioni di 37 critici, che indica "recensioni contrastanti o medie".
A.O. Scott del New York Times ha dichiarato: "Nell'ambito della banale e accattivante portata della sua ambizione... il sequel è abbastanza piacevole" e, notando la vasta gamma di alieni progettati da Rick Baker, ha affermato che il film "appartiene davvero a Mr. Panettiere." Una recensione su The Hindu ha definito il film "che vale la pena vedere una volta". Una recensione della rivista Digital Media FX ha elogiato le astronavi come realistiche, ma ha criticato molti degli effetti visivi più semplici, come gli sfondi in movimento composti dietro i finestrini dell'auto utilizzando lo schermo blu (che ha definito un ritorno agli effetti speciali dei decenni precedenti). Nell'agosto 2002, Entertainment Weekly ha inserito i Vermoni nella loro lista dei migliori personaggi in CG e ha affermato che ampliare i ruoli di Frank il carlino e i Vermoni in Men in Black II è stato vantaggioso per il "faticoso franchise".

## Riconoscimenti
- 2003 - Saturn Award
  - Nomination Miglior film di fantascienza
- 2003 - BMI Film & TV Award
  - BMI Film Music Award a Danny Elfman
- 2002 - Bogey Awards
  - Bogey Award in Platino
- 2002 - Golden Schmoes Awards
  - Maggior delusione dell'anno
  - Nomination Peggior film dell'anno
- 2003 - Italian Online Movie Awards
  - Nomination Migliori effetti visivi a Jeff Frink, Glen Griffin, Mark Jurinko e Connie Angland
- 2003 - Kids' Choice Awards
  - Nomination Attore cinematografico preferito a Will Smith
- 2002 - MTV Video Music Awards
  - Nomination Miglior video da un film (Black Suits Comin' (Nod Ya Head)) a Will Smith
- 2002 - Phoenix Film Critics Society Awards
  - Nomination Miglior trucco
- 2003 - Razzie Awards
  - Nomination Peggior attrice non protagonista a Lara Flynn Boyle

- 2002 - Teen Choice Awards
  - Nomination Film drammatico/d'azione o avventura preferito
  - Nomination Attore preferito - Drammatico/d'azione o avventura a Will Smith
  - Nomination Miglior film dell'estate
- 2002 - Stinkers Bad Movie Awards
  - Aspetto di cammeo di celebrità più distratto a Michael Jackson
  - Nomination Peggior attrice non protagonista a Lara Flynn Boyle
  - Nomination Peggior sceneggiatura per un film di incasso superiore ai $ 100 milioni usando la matematica a Robert Gordon e Barry Fanaro
  - Nomination Peggior sequel
  - Nomination Peggior video da un film (Black Suits Comin' (Nod Ya Head)) a Will Smith
- 2003 - Premi Visual Effects Society
  - Nomination Migliori effetti visivi in un film a tecnica mista a John Berton, Tom Bertino, Bill Westenhofer e Erik Mattson
  - Nomination Miglior interpretazione di un attore in un film a tecnica mista a Will Smith

## Sequel
Il terzo capitolo della serie, Men in Black 3, è uscito nel 2012.